# Lámpara de gas
Las lámparas de gas son lámparas que usan gas combustible para funcionar.

## Tipos de lámparas
Existen diversos tipos de lámparas a gas, cada una con ventajas y desventajas:
- Lámpara de Propano (tanque integrado): consta de la lámpara (vidrio, ventilador, capuchón) enroscada en el tanque de gas propano, con una perilla para controlar la luminosidad de la lámpara según como se desee. El tanque es desechable, y no son rellenables. Son perfectas para días de camping.

- Lámpara de combustible pulverizado forma de Quinqué: es una lámpara con estilo de quinqué que utiliza combustible líquido, habitualmente Campingaz o queroseno-2. Éste es pulverizado al accionar una pequeña bomba de presión con el dedo que cuando se gira el selector de luminosidad lo hace pasar por un pequeño conducto que lo pulveriza y lo envía hacia el capuchón.

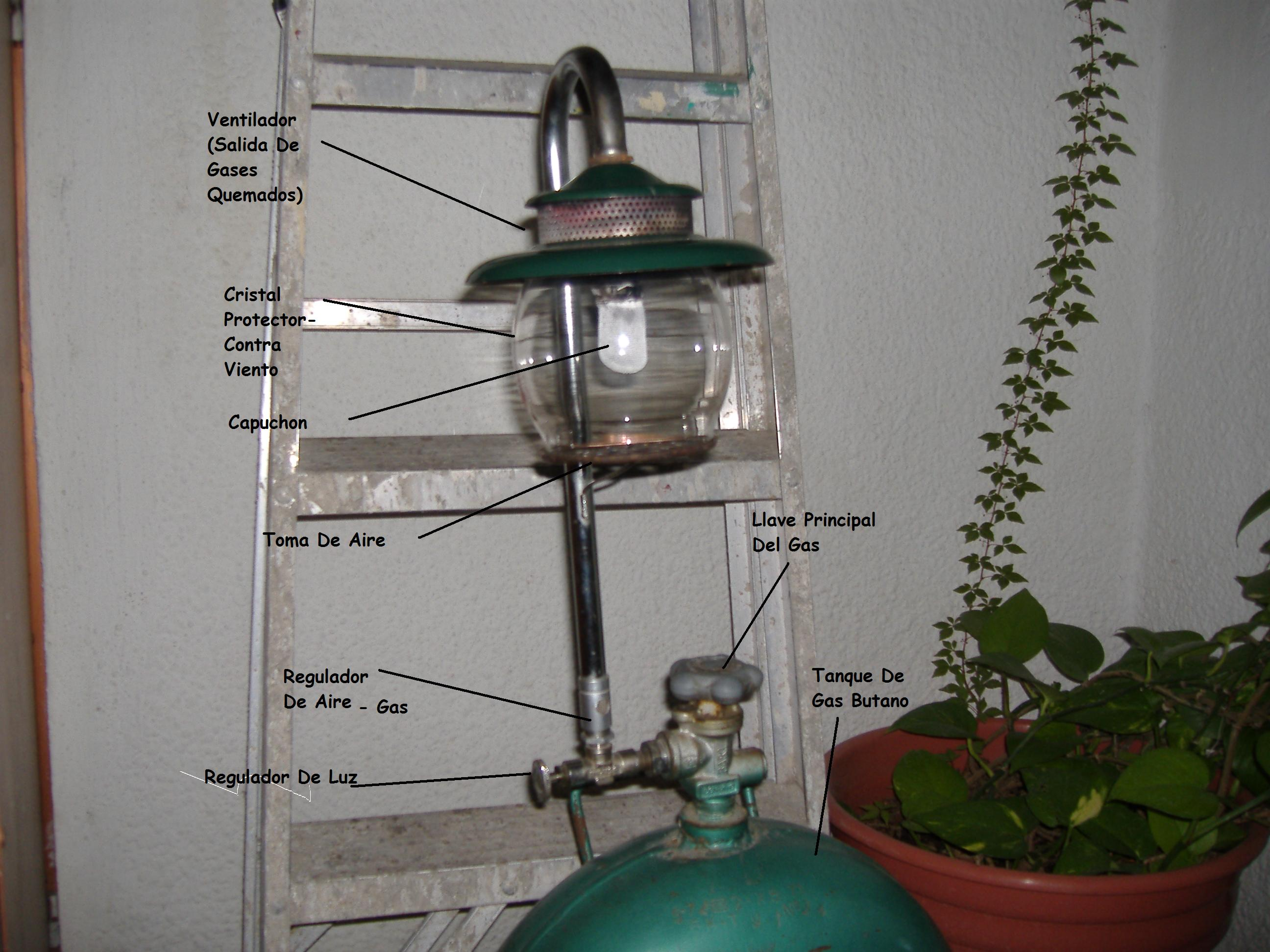
Lámpara de gas butano.

- Lámpara de Gas Butano: esta lámpara, muy utilizada en puestos móviles de comida rápida, como hamburguesas, tacos o hot dogs. Se enrosca en una llave reguladora de gas, para seleccionar la luminosidad y tiene en el vástago un aro selector de aire que generalmente se abre completamente para máxima luminosidad. Para encenderla, se acerca una llama (fósforo, encendedor, etc.) a la camisa (capuchón) que actúa como candil, que emite luz debido a la presencia de Torio, un material radioactivo, el cual es excitado debido a la acción de la flama, la cual es regulada mediante acción de la llave del gas. Los capuchones tienen una vida limitada y no deben manipularse mucho, pues es posible que se resquebraje la malla carbonizada y termine rompiéndose, contaminando con cenizas cargadas con trazas de torio, el cual emite bajos niveles de radiación. Lentamente, con el uso, ésta se va a desintegrar por desgaste del material que la conforma, lo cual es totalmente normal.